# Новосибирский государственный театральный институт
«Новосиби́рский госуда́рственный театра́льный институ́т» (НГТИ) — российское государственное автономное образовательное учреждение высшего образования Новосибирской области, расположенное в городе Новосибирске. Основан в 1960 году как «Новосибирское государственное театральное училище». 1 сентября 2003 года образовательное учреждение реорганизовано в институт, а училище, дающее среднее театральное образование, включено в состав института на правах структурного подразделения.
Институт готовит творческие кадры для театров по специальностям «Актёрское искусство» и «Режиссура театра».
Полномочия учредителя института в пределах установленной федеральным законодательством и законодательством Новосибирской области компетенции осуществляют Законодательное собрание Новосибирской области, Правительство Новосибирской области, Департамент имущества и земельных отношений Новосибирской области и Министерство культуры Новосибирской области.

## История
В 1960 году в Новосибирске было образовано «Новосибирское государственное театральное училище».
У истоков создания училища стояли известные мастера сцены: народные артисты РСФСР Николай Фёдорович Михайлов, Елена Герасимовна Агаронова и главный режиссёр драматического театра «Красный факел» Вера Павловна Редлих. 
Основой училища было отделение актёров драматического театра, позже стали готовить актёров музыкального театра, артистов эстрады, а также актёров-кукольников.
Постановлением главы администрации Новосибирской области от 1 сентября 2003 года № 599 «О реорганизации государственного образовательного учреждения „Новосибирское государственное театральное училище“» училище реорганизовано в «Новосибирский государственный театральный институт».

## Преподаватели
- Гаршина, Анастасия Васильевна — советская и российская актриса театра и кино,  народная артистка РСФСР.
- Широнина, Валентина Ивановна — советская и российская актриса, заслуженная артистка России. Окончила Новосибирское театральное училище[3].

## Известные выпускники
- Маклаков, Алексей Константинович — российский актёр театра и кино, певец. Всеобщую известность приобрел благодаря роли прапорщика Шматко в сериале «Солдаты». Актёр театра имени В. Маяковского.
- Илья Вадимович Шабельников - российский видеоблогер, пародист и актёр.
- Вертков, Алексей Сергеевич — российский актёр театра и кино[4].
- Ерлыков, Павел Васильевич — российский актёр.
- Звягинцев, Андрей Петрович — российский кинорежиссёр и сценарист. Обладатель главного приза Венецианского и лауреат Каннского кинофестивалей. Двукратный номинант на премию «Оскар»[5][6].
- Ильин, Александр Адольфович — советский и российский актёр театра и кино. Заслуженный артист России (1994).
- Капустина, Вера Яковлевна — советская актриса театра, Народная артистка РСФСР (1968).
- Назаров, Юрий Владимирович — советский и российский актёр театра и кино. Народный артист России (2005).
- Прилучный, Павел Валерьевич — российский актёр театра и кино.
- Трошкеев, Юрий Анатольевич — советский и белорусский театральный актёр, заслуженный артист РСФСР.
- Шевченко, Елена Павловна —  российская актриса театра и кино.
- Щербинин, Илья Владимирович — российский актёр и сценарист.
- Самолётов, Алексей Эдуардович — российский тележурналист, актёр, сценарист и режиссёр.
- Узденский, Анатолий Ефимович — советский и российский актёр театра и кино. Народный артист РФ

Кроме того, в учебном заведении учились Владимир Машков (отчислен в 1984 г.), Иван Стебунов (отчислен на втором курсе), Николай Мачульский (учился 1 год), Никита Кологривый (отчислен после второго курса).

## Отделения в Новосибирске
Театральный институт расположен в городе Новосибирске по трём адресам: улица Революции № 6 (главное отделение), Красный проспект № 171/4 и Ядринцевская улица № 66.